# José Antonio Eslava Urra
José Antonio Eslava Urra (27 de septiembre de 1936, Pamplona) es un conocido pintor, escultor y grabador navarro.

## Biografía
José Antonio Eslava Urra nacido en Pamplona en el año 1936. Desde niño presenta un interés importante por el dibujo, tanto así que comenzó su formación a los 12 años de edad con Crispín Martínez y Javier Ciga, y tras esta instrucción estudió en la Escuela de Artes y Oficios de Pamplona, en la que entró en los años 50. Amplió sus conocimientos artísticos en 1954 cuando marchó a Madrid para estudiar en la Escuela Superior de Bellas Artes de San Fernando de Madrid, allí estudió en la misma promoción que Jesús Lasterra, Manolo Romero y la que serí luego su mujer, Isabel Cabanellas, entre otros. A finales de los años 50 se introduce en la técnica del grabado. 
Completa su formación con varios viajes por Europa, especialmente en Italia, en las ciudades de Florencia (primera ciudad que visita, y a la que llegó en octubre de 1963) y Roma, donde llegó gracias a una beca del Ministerio de Asuntos Exteriores para estudiar en Florencia, fue pensionado en la Academia Española de Bellas Artes de Roma, que le otorga un sello especial.
A su vuelta a Pamplona se instálo durante muchos años desde 1967 en la plaza San José, donde abrió un taller y academia de pintura en el que instruía a jóvenes navarros en este arte. En los años 90 trasladó su taller y residencia a la calle Eslava, donde reside junto a su esposa Isabel Cabanellas, catedrática emérita en la Universidad Pública de Navarra, con quien tiene un hijo.
En 2020 donó al Museo de Navarra su taller de estampación. Esta institución lo depositó en el Centro de Arte Contemporáneo de Huarte con el objetivo de crear allí un laboratorio de grabado a disposición de los artistas de Navarra.

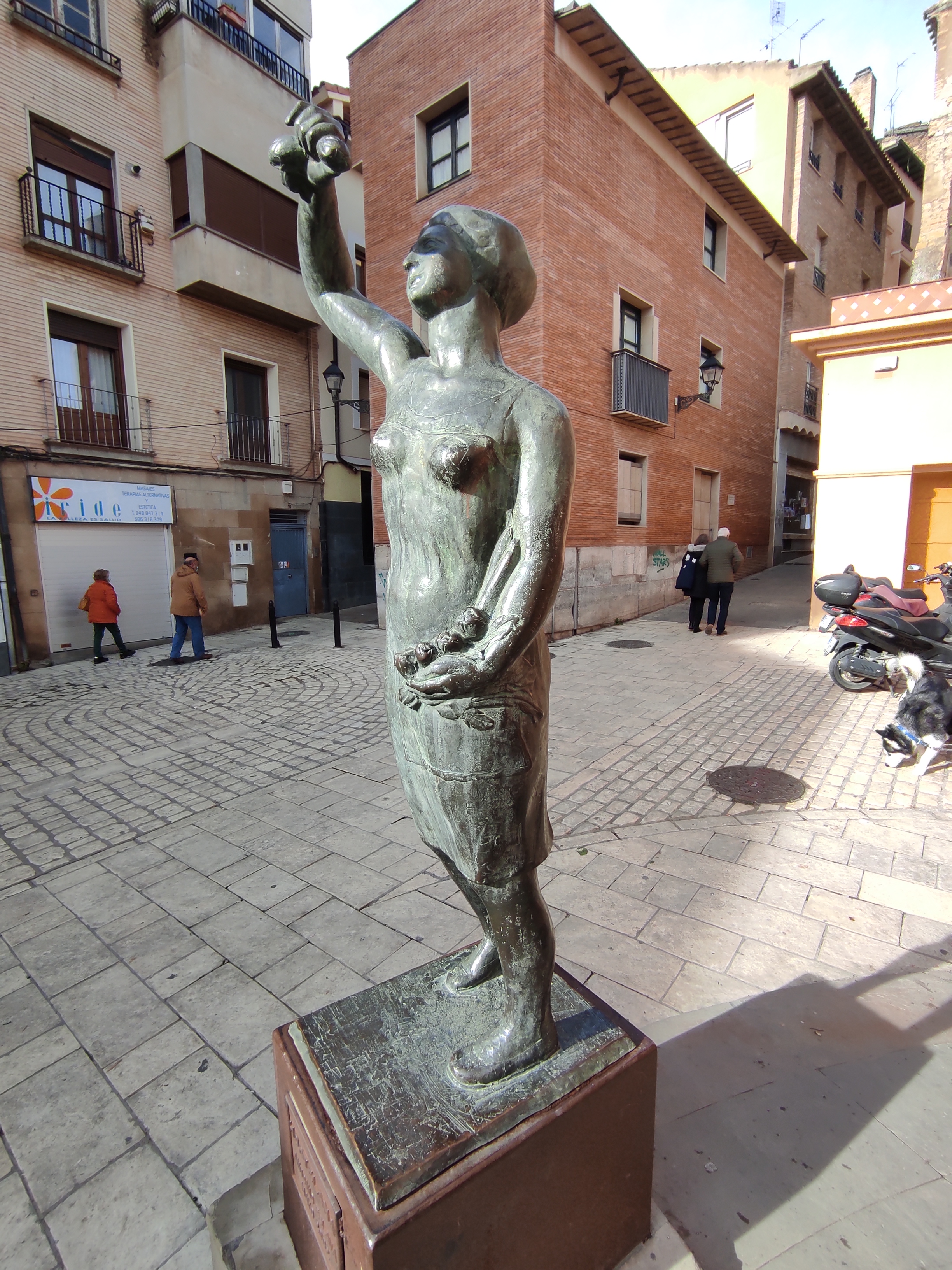
Hortelana. Monumento a la verdura (Tudela, 2002)

## Distinciones
- Dibujo y Grabado por la Universidad Internacional Menéndez Pelayo de Santander (1961)
- Premio Nacional de Grabado (1962)
- Medalla de Plata en grabado en el Concurso Internacional de Florencia (1962)
- Tercera Medalla en la Exposición Nacional de Bellas Artes (1964)
- Segunda Medalla en la Exposición Nacional de Bellas Artes (1966)
- Primera Medalla en la Exposición Nacional de Bellas Artes (1968)

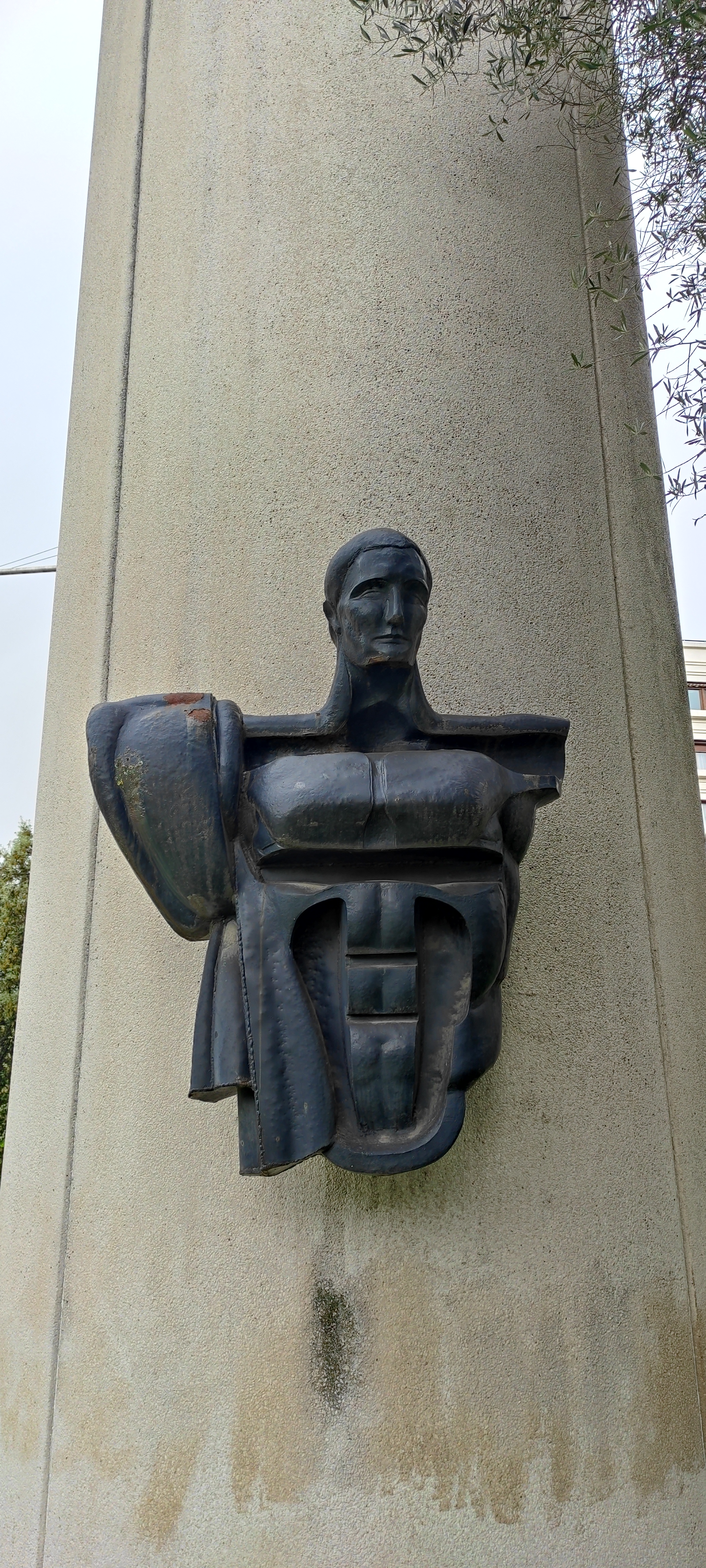
Monumento a Pompeyo (Pamplona, 1992)

## Exposiciones individuales
- Sala García Castañón de la CAMP, Pamplona (1961)
- Sala Conde Rodezno de la CAMP, Pamplona (1969)
- Museo de Navarra, Pamplona (1991)

## Exposiciones colectivas
- Concurso Internacional de Florencia, Italia (1962)
- Exposición Nacional de Bellas Artes (1964)
- Exposición Nacional de Bellas Artes (1966)
- Exposición Nacional de Bellas Artes (1968)

## Obras públicas

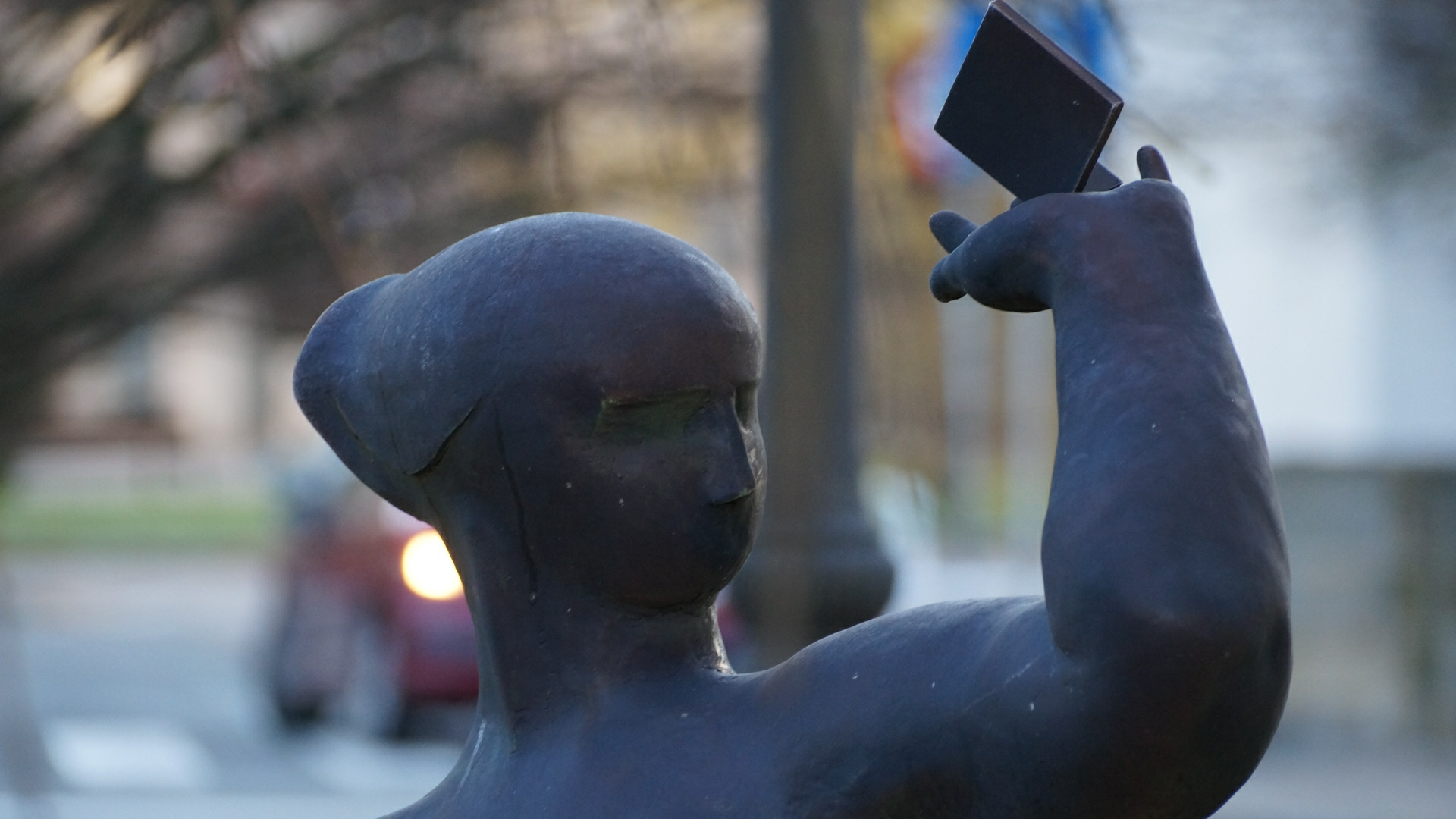
Europa (Pamplona, 1992)

- Monumento "A los Fueros", Plaza de los Fueros, Barañáin, Navarra (1980)
- Personaje, Plaza de los Gorris, Barañáin, Navarra (1982)
- Europa, Parque de Antoniutti (1992)
- Monumento a Pompeyo, Plaza Juan XXIII, Pamplona (1992)
- Hortelana (Homenaje a la verdura), frente a la Plaza del Mercado, Tudela, Navarra (2002)
- Jasón, Sarriguren, Navarra (2002)
- Rey Teobaldo, Biblioteca de la Universidad Pública de Navarra, Pamplona (1995)